# Programa Copérnico
El programa Copérnico, anteriormente llamado «Global Monitoring for Environment and Security», más conocido como Copernicus, es un proyecto coordinado y gestionado por la Comisión Europea, que pretende lograr una completa, continua y autónoma capacidad de observación terrestre de alta calidad cuyos resultados sean accesibles libremente por la comunidad científica, autoridades públicas o por particulares. El objetivo general es proveer de información exacta, fiable y continua, para, entre otras cosas, mejorar la gestión y conservación del medio ambiente, comprender y mitigar los efectos del cambio climático y asegurar la seguridad civil. 
Pretende agrupar diferentes fuentes de información de satélites medioambientales y bases terrestres para proporcionar una visión global del «estado de salud» de la Tierra. El programa inicialmente se llamó Global Monitoring for Environment and Security (GMES).
El coste del programa desde 1998 a 2020 se estima en 6 700 millones de euros, de los cuales unos 4 300 millones pertenecen al periodo 2014-2020 y serán compartidos entre la Unión Europea (66%) y la ESA (33%), con unos beneficios estimados en 30 000 millones de euros para 2030. La ESA, como patrocinador principal, ha llevado a cabo la mayor parte del diseño, y supervisa y co-financia el desarrollo de las misiones Sentinel 1, 2, 3, 4, 5 y 6, que consisten en al menos dos satélites. El programa también proveerá los instrumentos MTG (Meteosat de Tercera Generación) y el MetOp-SG (Meteorological Operational Satellite - Second Generation), que forman parte de la EUMETSAT. La ESA y la EUMETSAT se coordinarán para recoger información de unos 30 satélites para contribuir al programa Copérnico.
La información geoespacial proporcionada por Copérnico se agrupa en seis temáticas: la Tierra, los océanos, respuesta a emergencias, la atmósfera, seguridad y cambio climático. Los dos últimos fueron anunciados durante el GMES Forum que tuvo lugar en la ciudad francesa de Lille, en septiembre de 2008. Además el programa Copérnico se apoya en tres pilares: el segmento espacial, compuesto por los satélites junto con su infraestructura terrestre; las medidas in situ, red de información terrestre y aerotransportada que recolecta información sobre los océanos, la superficie de los continentes y la atmósfera; y los servicios para los usuarios.

## Historia
Durante décadas, instituciones nacionales y europeas han hecho un esfuerzo sustancial en I+D en el campo de la observación terrestre. Estos esfuerzos han propiciado grandes logros durante mucho tiempo, pero siempre estaban sujetos a las limitaciones inherentes de las actividades I+D (por ejemplo, falta de soporte a largo plazo). La idea de un sistema global y continuo de observación terrestre fue desarrollada bajo el nombre de Global Monitoring for Environment and Security (GMES), posteriormente renombrado como «Copérnico» después de que la Unión Europea empezara a financiar y desarrollar el programa.
En los años 2014 y 2015 entró en la fase operacional. La clave para empezar con las operaciones de Copérnico es tener una estructura gubernamental y un modelo de negocio apropiado que apoye la continuidad y sostenibilidad de estos servicios. El programa Copérnico ha ido pasando de I+D a un servicio operacional en una serie de pasos:
- 2008-2010: Servicios preoperacionales
- 2011-2013: Operaciones iniciales
- Desde 2014: Servicios totalmente operacionales

La siguiente lista muestra acontecimientos importantes en la historia del programa:
- 19 de mayo de 1998: Las instituciones que participan en el desarrollo de las actividades espaciales en Europa dan a luz a GMES a través de una declaración conocida como "El Manifiesto de Baveno". En ese momento, GMES significa "Monitoreo Global para la Seguridad Ambiental".
- 1999: el nombre es cambiado a "Monitoreo Global para el medio ambiente y la seguridad", debido a que la administración del medio ambiente también tiene implicaciones en materia de seguridad.
- 2001: Con motivo de la Cumbre de Gotemburgo, los jefes de Estado y de Gobierno solicitan que "la Comunidad contribuya a establecer, para 2008, una capacidad europea de supervisión mundial del medio ambiente y la seguridad".
- Octubre de 2002: La naturaleza y el alcance del componente "Seguridad" de GMES se definen como la prevención y respuesta a las crisis relacionadas con el riesgo natural y tecnológico, la ayuda humanitaria y la cooperación internacional, el seguimiento del cumplimiento de los tratados internacionales de prevención de conflictos, las tareas de mantenimiento de la paz y la vigilancia de las fronteras de la Unión Europea.
- Febrero de 2004: la comunicación de la Comisión Europea "GMES: Establecimiento de una capacidad GMES para 2008" introduce un Plan de Acción destinado a establecer una capacidad GMES activa para 2008. En 2004, también se firmó un Acuerdo Marco entre la Comisión y la ESA, proporcionando así la componente espacial de GMES.
- Mayo de 2005: la comunicación de la Comisión Europea "GMES: del concepto a la realidad" establece las prioridades para la implantación de los servicios GMES en 2008, centrándose inicialmente en los servicios de vigilancia de la tierra, vigilancia marítima y respuesta a emergencias, también conocidos como Fast Track Services (FTS). Se espera que los servicios posteriores, también conocidos como Servicios Piloto, aborden la monitorización de la atmósfera, la seguridad y el cambio climático.
- Junio de 2006: la Comisión Europea establece la Mesa GMES, con el principal objetivo de asegurar la fiscalización de los servicios prioritarios para 2008. Otros objetivos de esta Mesa son los de abordar las cuestiones de la estructura de gobierno de GMES y la sostenibilidad financiera a largo plazo del sistema.
- Mayo de 2007: adopción de la Comunicación de Política Espacial Europea, reconociendo a GMES como un buque insignia de la Política Espacial.
- Septiembre de 2008: lanzamiento oficial de los tres servicios FTS y dos servicios Piloto en su versión preoperacional con motivo del GMES Forum celebrado en Lille (Francia).
- Noviembre de 2008: la Comunicación de la Comisión "GMES: Nos preocupamos por un planeta más seguro" establece una base para futuros debates sobre la financiación, la infraestructura operacional y la gestión eficaz de GMES.
- Mayo de 2009: la propuesta de Reglamento de la Comisión sobre el programa europeo de observación de la Tierra (GMES) y sus operaciones iniciales (2011-2013) propone una base jurídica para el programa GMES y la financiación comunitaria de sus operaciones iniciales.
- Noviembre de 2010: entra en vigor el Reglamento sobre "el Programa Europeo de Observación de la Tierra (GMES) y sus operaciones iniciales (2011-2013)".
- Junio de 2011: la Comisión presenta su propuesta para el próximo marco financiero plurianual (MFP) correspondiente al período 2014-2020 (con el eslogan "Un presupuesto para Europa 2020"). En este documento, la Comisión propone prever la financiación del programa GMES fuera del marco financiero plurianual después de 2014.
- Noviembre de 2011: La Comisión de Comunicaciones sobre el "Programa europeo de vigilancia de la Tierra (GMES) y sus operaciones (a partir de 2014)" presenta las propuestas de la Comisión para la futura financiación, gobernanza y funcionamiento del programa GMES para el período 2014-2020. La Comisión propone optar por la creación de un fondo GMES específico, similar al modelo elegido para el Fondo Europeo de Desarrollo, con contribuciones financieras de todos los Estados miembros, sobre la base de su ingreso nacional bruto (RNB).
- Diciembre de 2012: la Comisión anuncia el cambio de nombre a «Copérnico».
- Octubre de 2014: La ESA y la Comisión Europea establecen un presupuesto para el Programa Copérnico cubriendo los años 2014-2020 dentro del marco financiero plurianual. El presupuesto aportó un total de 4 300 millones de euros, incluidos 3 150 millones de euros para la ESA para cubrir las operaciones de la red de satélites y la construcción de los restantes satélites.

## Misiones de observación terrestre

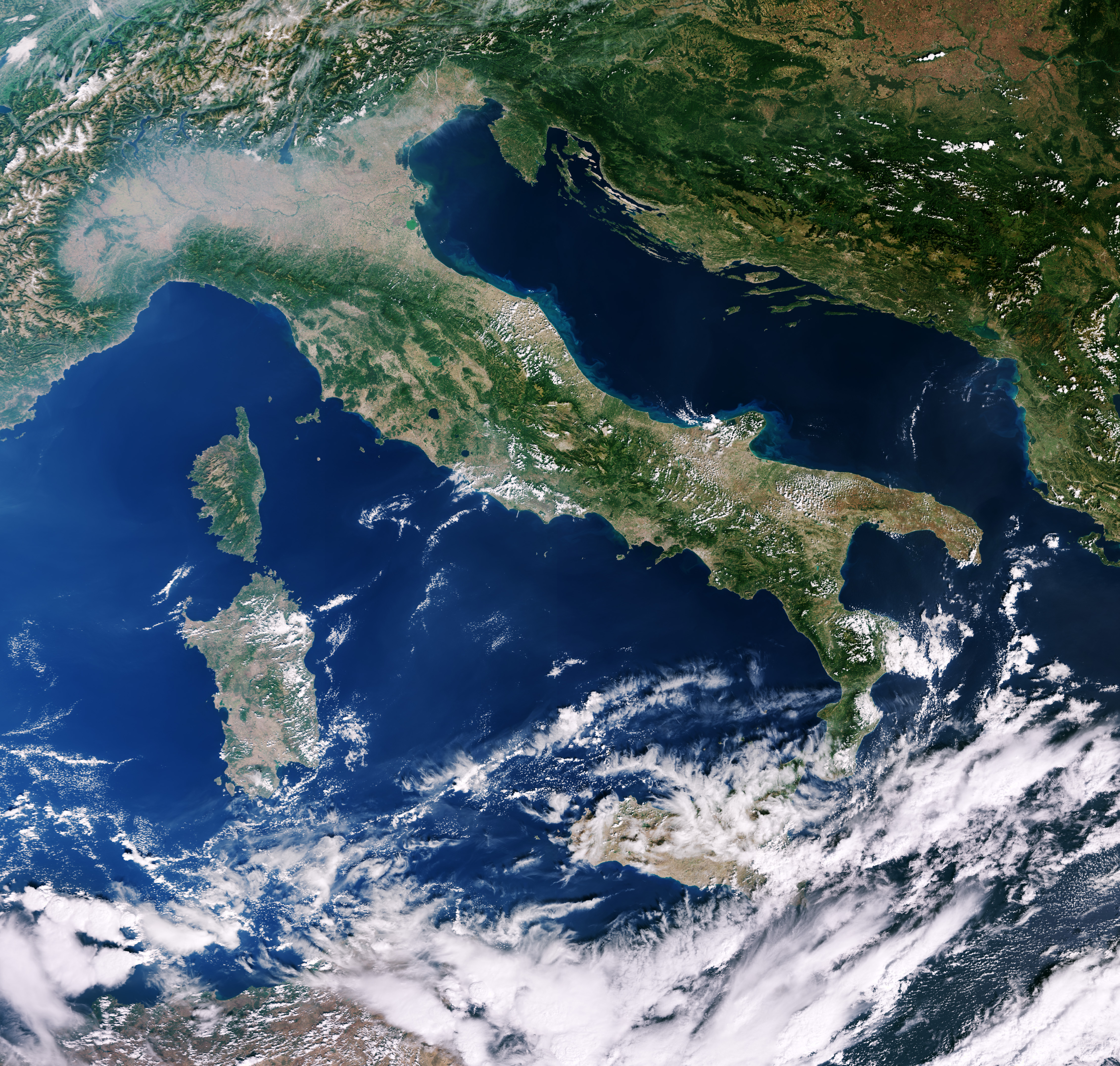
Italia y el Mar Mediterráneo, en una imagen capturada por Sentinel-3A del programa Copernicus, el 28 de septiembre de 2016

### Misiones Sentinel
La Agencia Espacial Europea está actualmente desarrollando 7 misiones bajo el programa Sentinel. Las misiones Sentinel incluyen observaciones por radar e imágenes de amplio espectro para la monitorización de continentes, océanos y la atmósfera. Cada misión Sentinel está constituida por 2 satélites para asegurar el cubrimiento establecido para cada misión, generando una robusta base de datos para los servicios Copernicó. Los objetivos de cada una de las misiones Sentinel están resumidos a continuación:
- Sentinel-1 provee las imágenes de radar para la información meteorológica durante el día y la noche en los continentes y océanos. El primer Sentinel-1A fue lanzado con éxito el 3 de abril de 2014 por la agencia Arianespace en un cohete Soyuz, desde el puerto espacial de Kourou. El segundo Sentinel-1B fue lanzado de la misma forma el 25 de abril de 2016. Ya están contratados los dos siguientes, Sentinel-1C y Sentinel-1D.

- Sentinel-2 provee de imágenes ópticas de alta resolución para servicios terrestres (por ejemplo, monitorización de la vegetación, suelo, zonas acuáticas interiores, ríos, lagos, y regiones costeras). El primer Sentinel-2A fue exitosamente lanzado el 23 de junio de 2015. El segundo Sentinel-2B fue lanzado el 7 de marzo de 2017, ambos a bordo del vehículo de lanzamiento Vega, desde el puerto espacial de Kourou.  Ya están contratados los dos siguientes, Sentinel-2C y Sentinel-2D.

- Sentinel-3 provee de servicios globales de monitorización de la Tierra y los océanos. El primer Sentinel-3A fue lanzado el 16 de enero de 2016 a bordo de un cohete Rokot desde el Cosmódromo de Plesetsk, en Rusia. El segundo Sentinel-3B fue lanzado de la misma forma el 25 de abril de 2018.  Ya están contratados los dos siguientes, Sentinel-3C y Sentinel-3D.

- Sentinel-4 será un espectrómetro en las bandas visible e infrarrojo cercano, que será montado el satélite Meteosat de Tercera Generación (MTG) y será usado para la monitorización de la atmósfera de la zona europea únicamente. Desde su órbita geoestacionaria, devolverá datos cada hora sobre gases contaminantes, ozono, radiación ultravioleta y monitorización climática en general. Será lanzado en el año 2021.

- Sentinel-5 precursor como parte del Sentinel-5, su principal objetivo es sustituir la falta de datos atmosféricos desde la pérdida del Envisat en el año 2012 hasta la puesta en órbita del Sentinel-5 en 2021. Las medidas serán tomadas por el espectrómetro Tropomi.

- Sentinel-5 proveerá de monitorización de la composición atmosférica de toda la Tierra y será embarcado a bordo del satélite MetOp de segunda generación de EUMETSAT, que será lanzado en 2021.

- Sentinel-6 es un intento de sustituir el altímetro de alta precisión del satélite Jason-3. Servirá para medir la topografía de los océanos a nivel mundial, un indicador clave del cambio climático y de interés para estudios oceanográficos.